# Биктимирова, Алина Фанисовна
Али́на Фа́нисовна Биктими́рова (род. 5 января 1993, Москва) — российская кёрлингистка, тренер по кёрлингу.
Мастер спорта России (кёрлинг, 2011).
Родилась и живёт в Москве.
Выступает за команду СДЮШОР «Москвич», где и учится (с 2007).
Входит в расширенный состав сборной России (с 2010).
Cудья-таймер, статист Олимпийских и Параолимпийских игр 2014 в Сочи.
В 2015 г. окончила РГУФКСМиТ (кафедра Спортивной режиссуры), а также получила второй диплом о профессиональной переподготовке для работы тренером по кёрлингу.
Начала заниматься кёрлингом в 2007, в 13 лет. Её мама, Елена Биктимирова, игравшая в Москве в кёрлинг ещё в 1990-е годы (была в составе команды «МАИ» во втором чемпионате России среди женщин в сезоне 1993/1994), а затем тренер по кёрлингу, пробовала приохотить дочь к кёрлингу ещё в 8 лет (Алина занималась в одной группе с Александрой Раевой (Саитовой)), но в то время Алина занималась танцами и к кёрлингу вернулась лишь пять лет спустя.

## Достижения
- Кубок России по кёрлингу среди женщин: серебро (2016), бронза (2013, 2015, 2017).
- Чемпионат России по кёрлингу среди смешанных команд: серебро (2009).
- Чемпионат России по кёрлингу среди смешанных пар: серебро (2018).
- Кубок России по кёрлингу среди смешанных пар: золото (2018), бронза (2013, 2015).
- Первенство России по кёрлингу среди юношей и девушек до 22 лет: золото (2011, 2012, 2014).
- Первенство России по кёрлингу среди юношей и девушек до 19 лет: золото (2009), бронза (2010, 2011).
- Спартакиада молодежи России: золото (2012).

## Команды
| Сезон                                                           | Четвёртый          | Третий              | Второй               | Первый             | Запасной                                                                               | Турниры                               |
| --------------------------------------------------------------- | ------------------ | ------------------- | -------------------- | ------------------ | -------------------------------------------------------------------------------------- | ------------------------------------- |
| 2007—08                                                         | Юлия Борисова      | Виктория Андреева   | Елена Биктимирова    | Ольга Никитина     | Алина Биктимирова, Надежда Лепезина                                                    | ЧРЖ 2008 (12 место)                   |
| 2009—10                                                         | Евгения Дёмкина    | Алина Биктимирова   | Валерия Шелкова      | Екатерина Кузьмина | Рената Нуркаева                                                                        | ЧРЖ 2010 (10 место)                   |
| 2010—11                                                         | Алина Биктимирова  | Ольга Лаврова       | Анастасия Прокофьева | Мария Бакшеева     | Юлия Светова                                                                           | КРЖ 2010 (10 место)                   |
| 2010—11                                                         | Алина Биктимирова  | Евгения Дёмкина     | Екатерина Кузьмина   | Валерия Шелкова    | Рената Нуркаева                                                                        | ЧРЖ 2011 (4 место)                    |
| 2012—13                                                         | Оксана Гертова     | Алина Ковалёва      | Алина Биктимирова    | Олеся Глущенко     | Юлия Портунова                                                                         |                                       |
| 2011—12                                                         | Алина Биктимирова  | Евгения Дёмкина     | Валерия Шелкова      | Екатерина Кузьмина | Татьяна Макеева                                                                        | КРЖ 2011 (4 место)                    |
| 2013—14                                                         | Людмила Прививкова | Ольга Зябликова     | Нкеирука Езех        | Алина Биктимирова  | Анастасия Прокофьева                                                                   | КРЖ 2013                              |
| 2015—16                                                         | Алина Биктимирова  | Яна Некрасова       | Екатерина Антонова   | Анастасия Скултан  | Ирина Беляева (КРЖ)                                                                    | КРЖ 2015 · ЧРЖ 2016 (7 место)         |
| 2016—17                                                         | Мария Борисова     | Алина Биктимирова   | Екатерина Антонова   | Анастасия Скултан  |                                                                                        | КРЖ 2016                              |
| 2017—18                                                         | Алина Биктимирова  | Яна Некрасова       | Екатерина Антонова   | Анастасия Скултан  | Лолита Третьяк                                                                         | КРЖ 2017                              |
| 2019—20                                                         | Алина Биктимирова  | Екатерина Антонова  | Ирина Беляева        | Анна Антонюк       | Марина Малеева                                                                         | КРЖ 2019 (5 место)                    |
| 2020—21                                                         | Алина Биктимирова  | Екатерина Антонова  | Ирина Беляева        | Мария Архипова     | Марина Малеева (КРЖ), Надежда Лепезина (ЧРЖ) тренеры: Ольга Андрианова, А.К. Белявский | КРЖ 2020 (7 место) ЧРЖ 2020 (6 место) |
| 2020—21                                                         | Алина Биктимирова  | Екатерина Антонова  | Александра Раева     | Надежда Лепезина   | Ирина Беляева тренеры: Ольга Андрианова, Евгений Архипов, А.К. Белявский               | ЧРЖ 2021 (9 место)                    |
| 2024—25                                                         | Анна Сидорова      | Виктория Фурманова  | Анастасия Голицына   | Алина Биктимирова  | Екатерина Булгакова тренер: Р.А. Кутузов                                               | КРЖ 2024 (4 место)                    |
| 2024—25                                                         | Виктория Фурманова | Алина Биктимирова   | Вера Тюлякова        | Анастасия Голицына | Екатерина Булгакова тренер: Светлана Калалб                                            | ЧРЖ 2025 (7 место)                    |
| Кёрлинг среди смешанных команд (mixed curling, микст)           |                    |                     |                      |                    |                                                                                        |                                       |
| 2008—09                                                         | Вадим Раев         | Алина Биктимирова   | Евгений Архипов      | Ольга Лаврова      |                                                                                        | ЧРСК 2009 (18 место)                  |
| 2009—10                                                         | Денис Килба        | Анна Антонюк        | Сергей Манулычев     | Алина Биктимирова  | Ольга Лаврова тренеры: Р.В. Алисиевич, С.Я. Калалб, Ю.Е. Светова                       | КРСК 2009 (14 место)                  |
| 2010—11                                                         | Роман Кутузов      | Екатерина Галкина   | Вадим Раев           | Алина Биктимирова  |                                                                                        | ЧРСК 2011 (?? место)                  |
| 2011—12                                                         | Алина Биктимирова  | Александр Челышев   | Валерия Шелкова      | Игорь Сетдеков     |                                                                                        | КРСК 2011 (13 место)                  |
| 2011—12                                                         | Артур Али          | Алина Биктимирова   | Тимур Гаджиханов     | Надежда Лепезина   |                                                                                        | ЧРСК 2012 (10 место)                  |
| 2012—13                                                         | Надежда Лепезина   | Александр Челышев   | Алина Биктимирова    | Игорь Сетдеков     |                                                                                        | ЧРСК 2013 (5 место)                   |
| 2013—14                                                         | Евгений Архипов    | Алина Биктимирова   | Артур Али            | Алина Андросова    |                                                                                        | ЧРСК 2014 (7 место)                   |
| 2014—15                                                         | Алина Биктимирова  | Александр Кузьмин   | Надежда Карелина     | Данила Цымбал      |                                                                                        | ЧРСК 2015 (7 место)                   |
| Кёрлинг среди смешанных пар (mixed doubles curling, дабл-микст) |                    |                     |                      |                    |                                                                                        |                                       |
| 2011—12                                                         | Алина Биктимирова  | Алексей Стукальский |                      |                    |                                                                                        | ЧРСП 2012 (9 место)                   |
| 2012—13                                                         | Алина Биктимирова  | Евгений Тавыриков   |                      |                    |                                                                                        | ЧРСП 2013 (7 место)                   |
| 2013—14                                                         | Алина Биктимирова  | Вадим Раев          |                      |                    |                                                                                        | КРСП 2013                             |
| 2014—15                                                         | Алина Биктимирова  | Александр Кузьмин   |                      |                    |                                                                                        | КРСП 2014 (5 место)                   |
| 2014—15                                                         | Алина Биктимирова  | Данила Цымбал       |                      |                    |                                                                                        | ЧРСП 2015 (13 место)                  |
| 2015—16                                                         | Алина Биктимирова  | Александр Кузьмин   |                      |                    |                                                                                        | КРСП 2015                             |
| 2015—16                                                         | Евгений Тавыриков  | Алина Биктимирова   |                      |                    |                                                                                        | ЧРСП 2016 (13 место)                  |
| 2016—17                                                         | Алина Биктимирова  | Георгий Епремян     |                      |                    |                                                                                        | КРСП 2016 (9 место)                   |
| 2016—17                                                         | Алина Биктимирова  | Герман Доронин      |                      |                    |                                                                                        | ЧРСП 2017 (17 место)                  |
| 2017—18                                                         | Алина Биктимирова  | Тимур Гаджиханов    |                      |                    |                                                                                        | ЧРСП 2018                             |
| 2018—19                                                         | Алина Биктимирова  | Тимур Гаджиханов    |                      |                    |                                                                                        | КРСП 2018 · ЧРСП 2019 (11 место)      |

(скипы выделены полужирным шрифтом)